# San Juan Evangelista Analco
San Juan Evangelista Analco är en ort i Mexiko.   Den ligger i kommunen San Juan Evangelista Analco och delstaten Oaxaca, i den sydöstra delen av landet, 400 km sydost om huvudstaden Mexico City. San Juan Evangelista Analco ligger 2 095 meter över havet och antalet invånare är 412.
Terrängen runt San Juan Evangelista Analco är kuperad åt sydost, men åt nordväst är den bergig. Terrängen runt San Juan Evangelista Analco sluttar västerut. Runt San Juan Evangelista Analco är det glesbefolkat, med 12 invånare per kvadratkilometer. Närmaste större samhälle är San Juan Atepec, 2,4 km norr om San Juan Evangelista Analco. I omgivningarna runt San Juan Evangelista Analco växer i huvudsak blandskog.